# Zawawi Bro Park Vårsprint
Zawawi Bro Park Vårsprint är en tävling på Bro Park som genomförts sedan 1986. Det är en så kallad åldersviktslöpning inom galoppsporten.

## Segrare
| År   | Häst            | Jockey        | Tränare                  | Distans | Tid    |
| ---- | --------------- | ------------- | ------------------------ | ------- | ------ |
| 2022 | Could Be King   | Carlos Lopez  | Niels Petersen           | 1 200 m | 1:09.6 |
| 2021 |                 |               |                          | 1 200 m |        |
| 2020 | Dardenne        |               |                          | 1 200 m | 1.13,2 |
| 2019 | Captain America |               |                          | 1 200 m | 1.11,4 |
| 2018 |                 |               |                          | 1 200 m |        |
| 2017 |                 |               |                          | 1 200 m |        |
| 2016 |                 |               |                          | 1 150 m |        |
| 2015 |                 |               |                          | 1 150 m |        |
| 2014 |                 |               |                          | 1 150 m |        |
| 2013 |                 |               |                          | 1 150 m |        |
| 2012 | Giant Sandman   |               | Rune Haugen              | 1 150 m | 1:09.3 |
| 2011 | Alcohuaz        |               | Lennart Reuterskiöld Jr. | 1 150 m |        |
| 2010 | Hansinger       |               | Cathrine Erichsen        | 1 150 m | 1:07.6 |
| 2009 | Calrissian      |               | Fredrik Reuterskiöld     | 1 150 m | 1:08.8 |
| 2008 | Relampago Plus  |               | Bendik Bö                | 1 150 m | 1:07.6 |
| 2007 | Steves Champ    |               | Rune Haugen              | 1 150 m | 1:07.1 |
| 2006 | Waquaas         |               |                          | 1 150 m | 1:10.2 |
| 2005 | Musadif         | Gustavo Solis | Roy Arne Kvisla          | 1 150 m | 1:07.3 |